# Rafael Bush
Rafael Bush (* 12. Mai 1987 in Williston,  South Carolina) ist ein ehemaliger US-amerikanischer American-Football-Spieler in der National Football League (NFL). Er spielte neun Saisons auf der Position des Safeties und Cornerbacks.

## College
Sanford besuchte die South Carolina State University und spielte für deren Team, die Bulldogs, auf verschiedenen Positionen in der Secondary College Football.

## NFL

### Atlanta Falcons
Beim NFL Draft 2010 fand er keine Berücksichtigung, wurde aber danach von den Atlanta Falcons unter Vertrag genommen. Er kam bei keinem einzigen Spiel zum Einsatz.

### Denver Broncos
Im Oktober 2011 wurde er von den Denver Broncos verpflichtet, die ihn in insgesamt sechs Spielen einsetzten.

### New Orleans Saints
2012 wechselte er zu den New Orleans Saints und erhielt die Nummer 25, mit der bislang sein Namensvetter Reggie Bush gespielt hatte. Er kam nun öfter und regelmäßiger zum Einsatz und lief in den Saisons 2013 und 2014 wiederholt als Starter auf. Nach der Spielzeit 2013 erhielt er als Restricted Free Agent ein neuerliches Angebot von den Falcons. Die Saints machten aber von ihrem Recht, Bush mit den gleichen Konditionen an sich zu binden, Gebrauch.
2014 zog er sich einen Wadenbeinbruch zu, weswegen die Saison für ihn nach 10 Spielen bereits zu Ende war.
2015 verletzte er sich schon in der ersten Partie und fiel für den Rest der Spielzeit aus.

### Detroit Lions
Am 12. März 2016 unterschrieb Bush bei den Detroit Lions einen Einjahresvertrag. In der Spielzeit 2016 konnte er 53 Tackles setzen, darüber hinaus gelang ihm sein erster Touchdown.

### Rückkehr zu den New Orleans Saints
Am 30. März 2017 unterschrieb er bei den New Orleans Saints einen Einjahresvertrag.
In 14 Partien gelangen ihm 23 Tackles, eine Passverteidigung sowie ein Sack.

### Buffalo Bills
Im März 2018 wechselte Bush zu den Buffalo Bills, bei denen er einen Zweijahresvertrag über 4,5 Millionen US-Dollar unterschrieb. Im Juli 2019 gab er nach neun Jahren sein Karriereende bekannt.